# РМ Гамм Бенфіка
Футбольний клуб Рапід Мансфелдія Гамм Бенфіка або просто «РМ Гамм Бенфіка» (люксемб. Football Club Rapid Mansfeldia Hamm Benfica) — люксембурзький футбольний клуб із кварталу Гамм міста Люксембург, заснований 2004 року.

## Історія
Клуб був заснований 26 березня 2004 року в результаті злиття команд «Гамм 37» і «РМ 86 Люксембург». Клуб «Рапід Мансфельдія 86 Люксембург» в свою чергу був заснований в 1986 році після злиття клубів «Рапід» Нойдорф (заснований в 1909) і «Мансфельда» Клаузен-Центс (заснований в 1919). Клуб «Гамм 37» був заснований в 1937 році. 
У вищому люксембурзькому дивізіоні команда виступає починаючи з сезону 2007/08 років, найкращим досягненням у ньому є 6 місце в сезоні 2008/09 років.

## Досягнення
- Дивізіон Пошани
  -  Чемпіон (1): 2007

## Відомі гравці
- Арсен Менессу
- Рашид Бельабед
- Жаїлсон Морейра Кадабра

## Відомі тренери
- Міхаель Лофі (25 грудня 2007–30 травня 2008)
- Фернандо Гутіеррес (1 липня 2008–30 червня 2010)
- Альвару Антоніу да Круж (1 липня 2010–21 лютого 2011)
- Феліпа Віла Верде (21 лютого 2011–31 грудня 2011)
- Карло Вайс (1 січня 2012–10 вересня 2013)
- Руї Мануель Перейра Віейра (10 вересня 2013–30 вересня 2013)
- Паулу Гоміш(Oct 7, 2013–Jul 1, 2016)
- Даніель Сантуш (1 липня 2016–)